# Gaston Jean Baptiste de Roquelaure
Gaston Roquelaure, francoski general in politik, * 1617, † 1683.